# Gilberts Schmalfuß-Beutelmaus

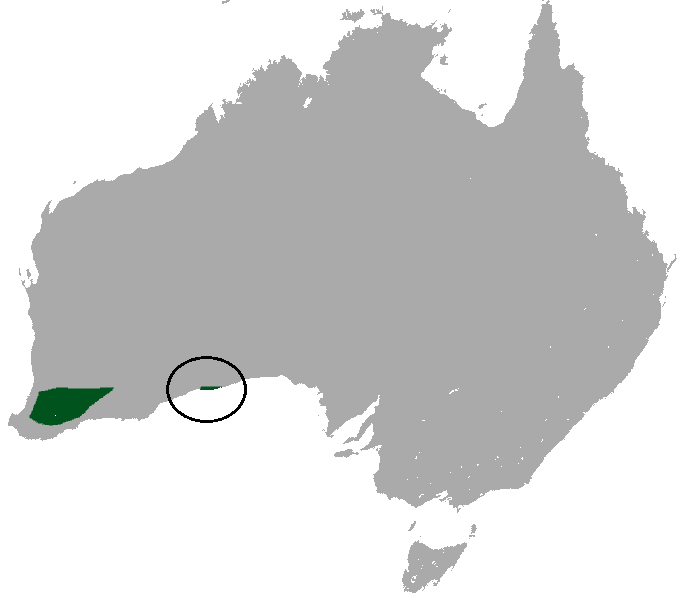
Verbreitungsgebiet

Gilberts Schmalfuß-Beutelmaus (Sminthopsis gilberti) ist eine Beutelsäugerart aus der Gattung der Schmalfuß-Beutelmäuse, die im Westaustralischen Weizengürtel und in einer kleinen Küstenregion südlich der Nullarbor-Ebene vorkommt.

## Beschreibung
Die Kopfrumpflänge dieser Art beträgt 81 bis 92 mm, dazu kommt ein 75 bis 92 mm langer Schwanz. Das Gewicht variiert zwischen 14 und 25 g. Äußerlich ähnelt sie der Kleinen Langschwänzige Schmalfuß-Beutelmaus (Sminthopsis dolichura) und der Graubäuchigen Schmalfuß-Beutelmaus (Sminthopsis griseoventer), deren Verbreitungsgebiete nördlich und südlich des Verbreitungsgebietes von Gilberts Schmalfuß-Beutelmaus liegen. Sie ist jedoch meist ein wenig größer, hat in der Regel einen Schwanz der kürzer ist als die Kopfrumpflänge, längere Hinterfüße und einen helleren Bauch. Hinter den Ohren hat sie einen auffälligen weißen Fleck.

## Verbreitung und Lebensraum
Gilberts Schmalfuß-Beutelmaus kommt im Westen des Verbreitungsgebietes in Kasuarinenwäldern mit sandigen Lehmböden, im Osten in offenen Wäldern mit Beständen von Eucalyptus oleosa und Eucalyptus salmonophloia und im Buschland vor. Sie ist wahrscheinlich nachtaktiv. Über die Ernährung der Art ist bisher nichts genaueres bekannt. Wie andere Schmalfuß-Beutelmäuse ernährt sie sich wahrscheinlich vor allem von Insekten. Gilberts Schmalfuß-Beutelmäuse bekommen ihre Jungen vor allem im Frühling und Frühsommer. Weibchen mit Jungtieren im Beutel wurden vor allem in den Monaten Oktober und November gefangen.

## Status
Die IUCN schätzt den Bestand von Gilberts Schmalfuß-Beutelmaus wegen der Häufigkeit der Tiere als ungefährdet (Least Concern) ein. Im westaustralischen Weizengürtel gehört sie zu den häufigsten Tierarten.